# Творити історію (телесеріал)
«Творити історію» або «Увійти в історію» (англ. Making History) — американський комедійний телесеріал, прем'єра якого відбулася на телеканалі Fox 5 березня 2017 року. Серіал створений Джуліусом Шарпом, спродюсований Філом Лордом і Крістофером Міллером. Головні ролі виконали Адам Паллі, Лейтон Містер і Яссер Лестер.
Серіал розказує нам про життя трьох товаришів з двох різних століть, їх досвід у подорожуванні в часі та результати цих подорожей у реальному світі. 
Хоча спочатку було замовлено 13 епізодів, в жовтні 2016 року Fox скоротив замовлення до дев'яти епізодів. 11 травня 2017 року серіал був закритий після одного сезону.

## У ролях

### Основний склад
- Адам Паллі — Ден Чемберс
- Лейтон Містер — Дебора Ревір
- Яссер Лестер — Кріс Перріш
- Джон Гемберлінг — Джон Генкок
- Ніл Кейсі — Семюель Адамс

### Другорядний склад
- Бретт Гельман — Пол Ревір
- Тім Робінсон — Аль Капоне
- Стефані Блек — Мей Капоне

## Відгуки критиків
На сайті-агрегаторі Rotten Tomatoes рейтинг серіалу становить 92 %, що засноване на 25-ти рецензіях з середнім рейтингом 6.8/10. На Metacritic серіал отримав 64 із ста на основі 24-х «загалом позитивних» відгуках критиків.